# Вилы (Брянская область)
Вилы — посёлок в Злынковском районе Брянской области, в составе Щербиничского сельского поселения. 
 Расположен в 3 км к северо-западу от села Большие Щербиничи. Население — 1 человек (2010).

## История
Возник в конце XIX века как хутор, входил в Малощербиничскую волость.
С 1920-х гг. до 2005 года — в Большещербиничском сельсовете.
| Годы      | 1897 | 1926 | 1979 | 1989 | 2002 | 2010 |
| --------- | ---- | ---- | ---- | ---- | ---- | ---- |
| Население | 2    | 178  | 109  | 62   | 23   | 1    |